# 大橋俊明
大橋 俊明（おおはし としあき）は、日本の男性アニメーター、キャラクターデザイナー。オー・エル・エム所属。

## 参加作品

### テレビアニメ
- ポケットモンスター サイドストーリー （2002年 - 2004年、動画）
- ポケットモンスター アドバンスジェネレーション （2002年 - 2006年、動画）
- おもいっきり科学アドベンチャー そーなんだ! （2003年 - 2004年、動画）
- アガサ・クリスティーの名探偵ポワロとマープル （2004年 - 2005年、動画）
- 強殖装甲ガイバー （2005年 - 2006年、原画・動画）
- うたわれるもの （2006年、動画）
- 魔界戦記ディスガイア （2006年、原画・第二原画）
- ポケットモンスター ダイヤモンド&パール （2006年 - 2010年、原画）
- デルトラ・クエスト （2007年 - 2008年、作画監督・作画監督補佐・原画・第二原画・ED原画）
- イナズマイレブン （2008年 - 2011年、原画）
- 化物語 （2009年、原画）
- たまごっち! （2009年 - 2012年、原画・第二原画・OP原画）
- ダンボール戦機 （2011年 - 2012年、作画監督・原画・OP原画）
- ダンボール戦機W （2012年 - 2013年、総作画監督・作画監督・原画・OP原画）
- ダンボール戦機WARS （2013年、キャラクターデザイン[注 1]・総作画監督・作画監督・OP作画監督・ED作画監督）
- ベイブレードバースト（2016年 - 2017年、キャラクターデザイン・総作画監督）
- ベイブレードバースト ゴッド（2017年 - 2018年、キャラクターデザイン・総作画監督）
- ベイブレードバースト 超ゼツ（2018年 - 2019年、キャラクターデザイン・総作画監督）
- 俺は全てを【パリイ】する 〜逆勘違いの世界最強は冒険者になりたい〜（2024年、総作画監督）
- 薬屋のひとりごと（2025年、総作画監督・原画・ED作画監督[注 2]）

### 劇場アニメ
- 劇場版ポケットモンスター アドバンスジェネレーション 七夜の願い星 ジラーチ （2003年、動画）
- おどるポケモンひみつ基地 （2003年、動画）
- 劇場版ポケットモンスター アドバンスジェネレーション 裂空の訪問者 デオキシス （2004年、動画）
- 劇場版ポケットモンスター アドバンスジェネレーション ミュウと波導の勇者 ルカリオ （2005年、動画）
- 劇場版ポケットモンスター ダイヤモンド&パール ギラティナと氷空の花束 シェイミ （2008年、原画）
- 映画! たまごっち うちゅーいちハッピーな物語!? （2008年、原画）
- 劇場版ポケットモンスター ダイヤモンド&パール アルセウス 超克の時空へ （2009年、原画）
- レイトン教授と永遠の歌姫 （2009年、原画）
- 劇場版イナズマイレブン 最強軍団オーガ襲来 （2010年、原画）

### OVA
- みずいろ （2003年、動画）

### Webアニメ
- ベイブレードバースト ガチ（2019年 - 2020年、キャラクターデザイン[1]・総作画監督）
- ベイブレードバースト スパーキング（2020年 - 2021年、キャラクターデザイン・総作画監督）
- ベイブレードバースト ダイナマイトバトル（2021年 - 2022年、キャラクターデザイン・総作画監督）